# Luftstreitkräfte

Tzw. Balkenkreuz (1917–1918) obowiązywał od 20 marca 1918

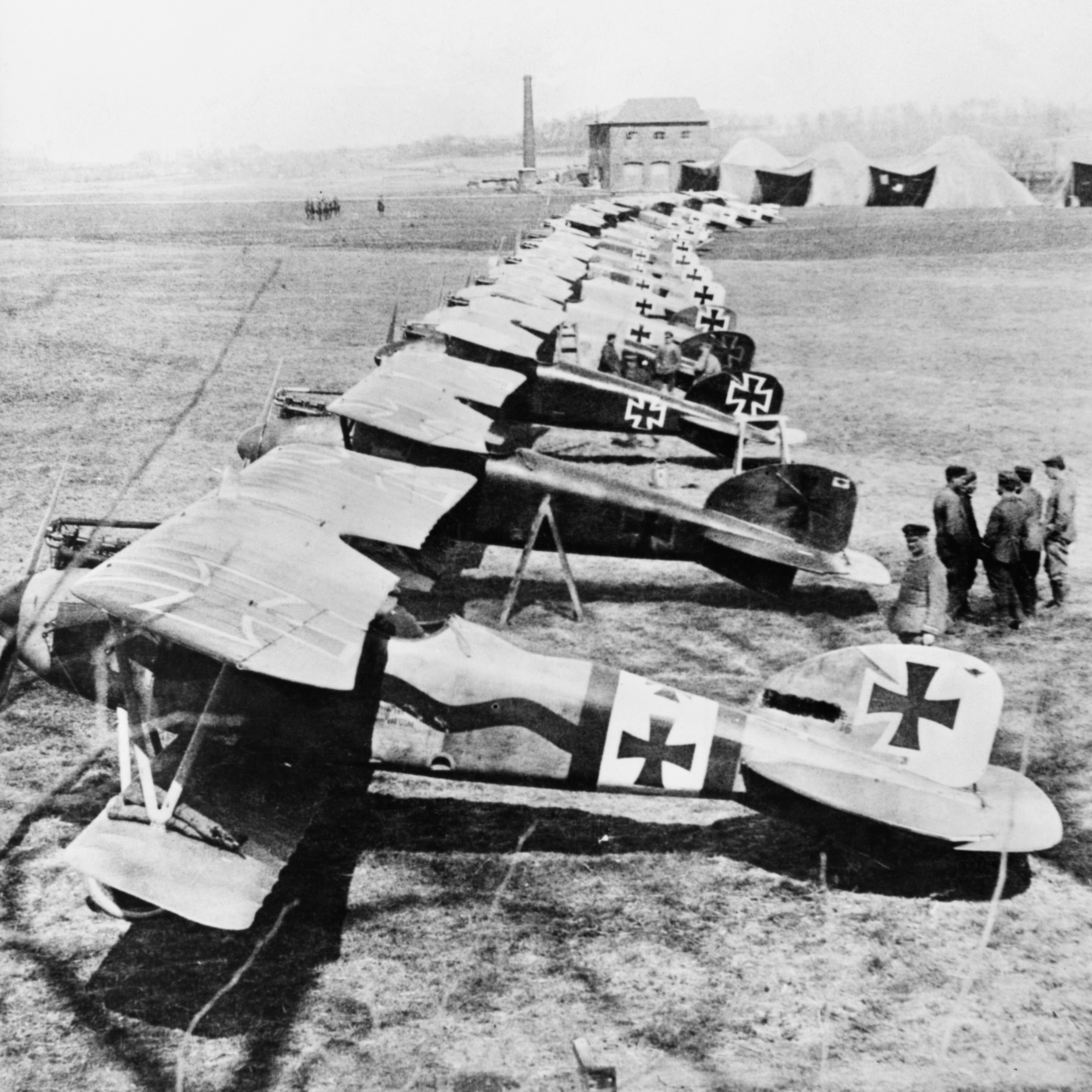
Samoloty Luftstreitkräfte (1917)

Luftstreitkräfte, Deutsche Luftstreitkräfte (przed 1916 Die Fliegertruppen des deutschen Kaiserreiches) – siły powietrzne armii Cesarstwa Niemieckiego w czasie I wojny światowej oraz po jej zakończeniu. Poprzednik Luftwaffe.
Niemieckie lotnictwo wojskowe było częścią Armii Cesarstwa Niemieckiego.

## Organizacja
Struktura Luftstreitkräfte zmieniała się przez cały okres I wojny światowej. Związane to było ze zmianami technologicznymi, taktyką oraz zmianą podejścia do lotnictwa z jednostek typowo pomocniczych do jednostek liniowych. Dowództwo i sprawy organizacyjne sprawował Inspektorat Wojsk Powietrznych (Idflieg). W czasie I wojny światowej wytworzył się schemat organizacyjny, który z niewielkimi zmianami został przejęty przez Luftwaffe. Na przełomie 1915 i 1916 naczelne dowództwo armii niemieckiej stworzyło kilkanaście typów jednostek lotniczych:
AFA – Artillerieflieger-Abteilung (Artyleryjski oddział lotniczy)
AFS – Artillerieflieger-Schule
AFP – Armee-Flug-Park
BZ – Ballonzug
Bogohl/BG – Bombengeschwader (Dywizjon bombowy)
Bosta – Bomberstaffel (eskadra bombowa)
etc – Etappe
FFA – Feldflieger Abteilung (Polowy oddział lotniczy)
FLA – Feldluftschiffer-Abteilung (Liniowy oddział balonów)
FestFA – Festungsflieger-Abteilung (Forteczny oddział lotniczy)
FA – Flieger-Abteilung (Oddział lotniczy)
FAA – Flieger-Abteilung (Artillerie) (Oddział lotniczy Artylerii)
FlgBtl – Flieger-Bataillon (Batalion lotniczy)
FBS – Fliegerbeobachter-Schule (Szkoła obserwatorów lotniczych)
FEA – Fliegerersatz-Abteilung (Lotniczy batalion (oddział) uzupełnień)
FS – Fliegerschule (Szkoła lotnicza)
JG – Jagdgeschwader (Dywizjon myśliwski)
Jasta – Jagdstaffel (Eskadra myśliwska)
JastaSch – Jagdstaffel-Schule (Szkoła pilotów myśliwskich)
KEK – Kampfeinsitzerkommando
Kest – Kampfeinsitzerstaffel
Kagohl/KG – Kampfgeschwader (Dywizjon bombowy)
Kasta – Kampfstaffel (Eskadra bombowa)
Luft – Luftschiff-Truppe
LsBtl – Luftschiffer-Bataillon
Marine – Marine-Flieger
MFJ – Marine Feld Jasta (Morska eskadra myśliwska)
RBZ – Reihenbildzug
Schlasta – Schlachtstaffel (Eskadra szturmowa)
Schusta – Schutzstaffel (Eskadra ochronna)

## Luftstreitkräfte w sierpniu 1914
W sierpniu 1914 lotnictwo cesarskie składało się z przydzielonych do dowództwa poszczególnych 25 korpusów armijnych oraz 9 dowództw armii jednostek polowych oraz innych jednostek pomocniczych:
- 30 Feldflieger Abteilung pruskich + 4 FFA bawarskich
- 7 Festungsflieger-Abteilung – FestFA lub FLA
- 8 Etappen-Flugzeug-Park pruskich + 1 EEA bawarski
- 5 Fliegerersatz-Abteilung  pruskich + 1 FEA bawarski
- 10 Fliegerschule przy zakładach lotniczych

## Luftstreitkräfte w maju 1915
- 72 Feldflieger Abteilung
- 2 Festungsflieger-Abteilung – FestFA
- 5 Kampfstaffeln – Kasta
- 18 Armee-Flug-Parks (AFP)
- 9 Fliegerersatz-Abteilung (FEA) pruskich + 2 FEA bawarskich

## Statystyka
Całkowite straty Luftstreitkräfte wyniosły 8 604 pilotów (zabitych, zaginionych, w niewoli), 7 302 rannych, oraz 3 126 straconych samolotów, 546 balonów oraz 26 statków powietrznych. Zniszczono około 5 425 samolotów oraz 614 balonów nieprzyjaciela.
Po zakończeniu I wojny światowej, lotnictwo niemieckie uległo całkowitej likwidacji 8 maja 1920 na podstawie traktatu wersalskiego. Na podstawie traktatu prawie wszystkie samoloty należące do Luftstreitkräfte zostały zniszczone.